# Open GDF SUEZ du Périgord 2012
L'Open GDF SUEZ du Périgord 2012 è stato un torneo di tennis facente parte della categoria ITF Women's Circuit nell'ambito dell'ITF Women's Circuit 2012. Il torneo si è giocato a Périgueux in Francia dal 25 giugno al 1º luglio 2012 su campi in terra rossa e aveva un montepremi di $25,000.

## Vincitori

### Singolare
Irina Chromačëva ha battuto in finale  Mónica Puig con il punteggio di 6–3, 6–2

### Doppio
Mailen Auroux /  María Irigoyen hanno battuto in finale  Leticia Costas /  Inés Ferrer Suárez con il punteggio di 6–1, 6–2